# صاروخ جوال

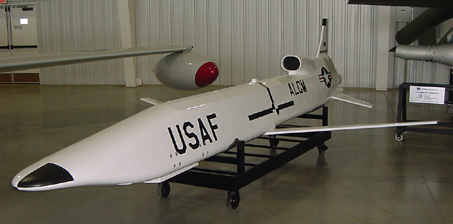
صاروخ إيه جي إم-86 للقوات الجوية الأمريكية، تستخدمة القوات الحربية الأمريكية.

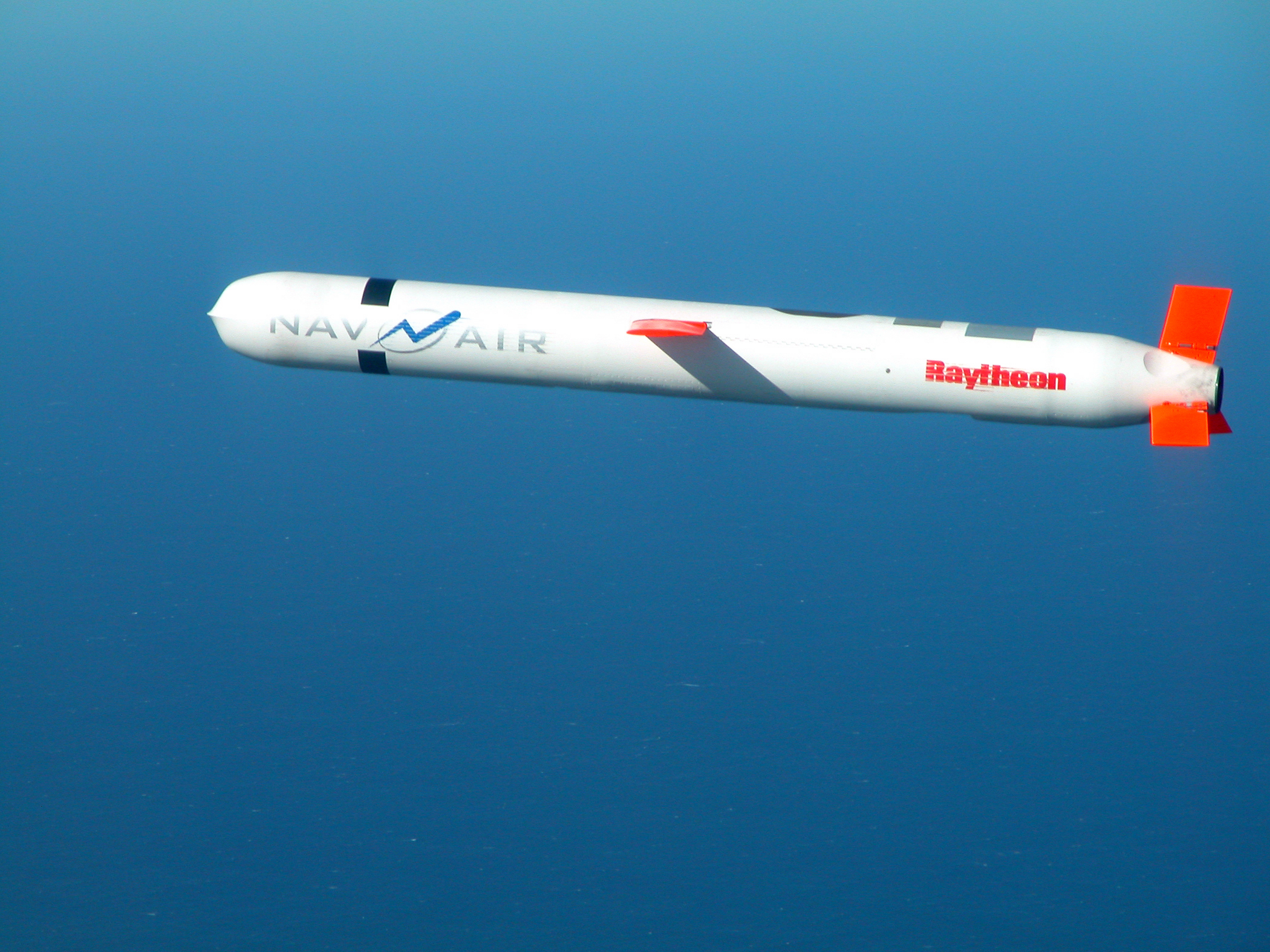
الصاروخ الجوال بي جي إم-109 توماهوك يستخدم في القوات البحرية الأمريكية.

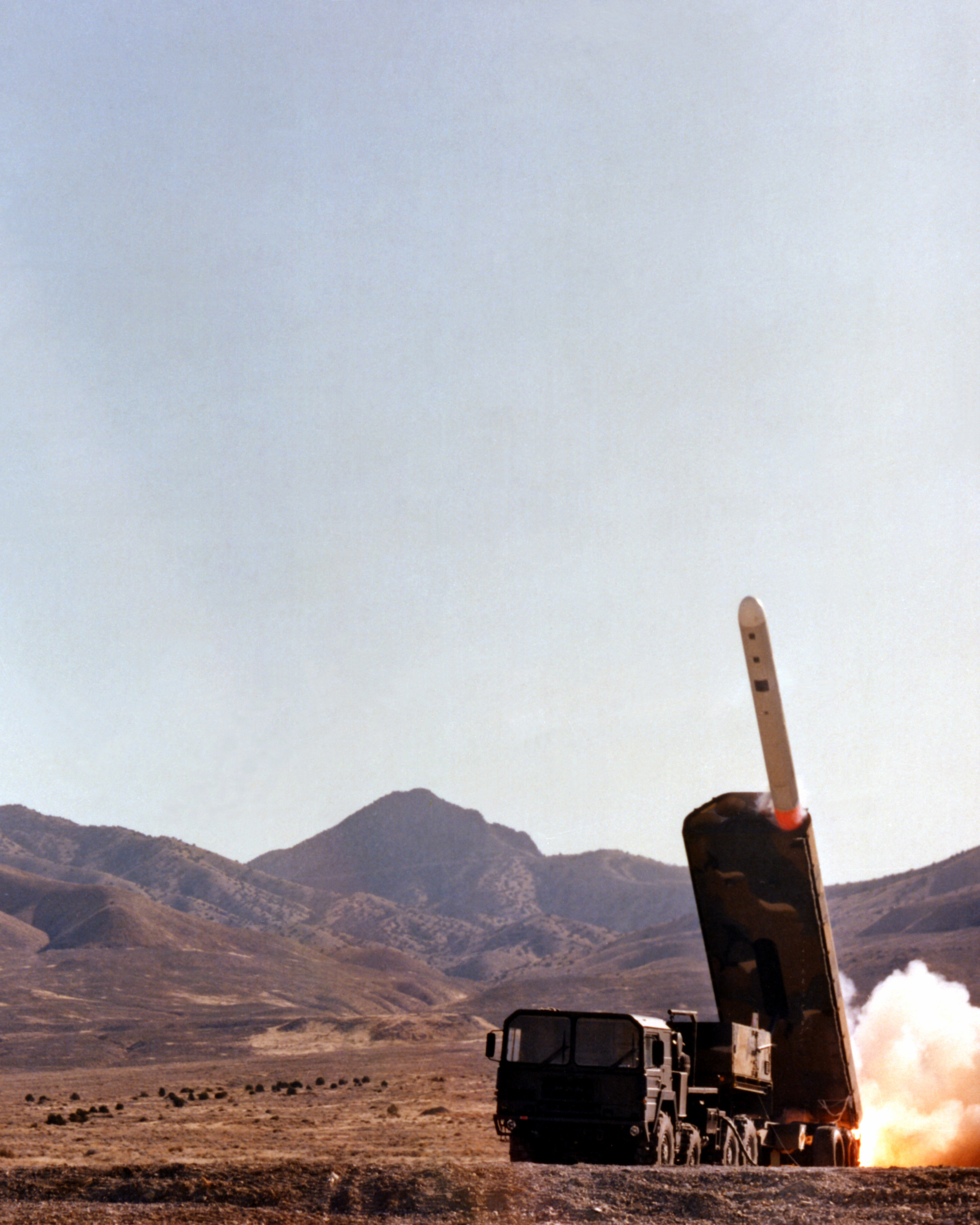
صاروخ جوال أرضي BGM-109G Gryphon أثناء إطلاقه.

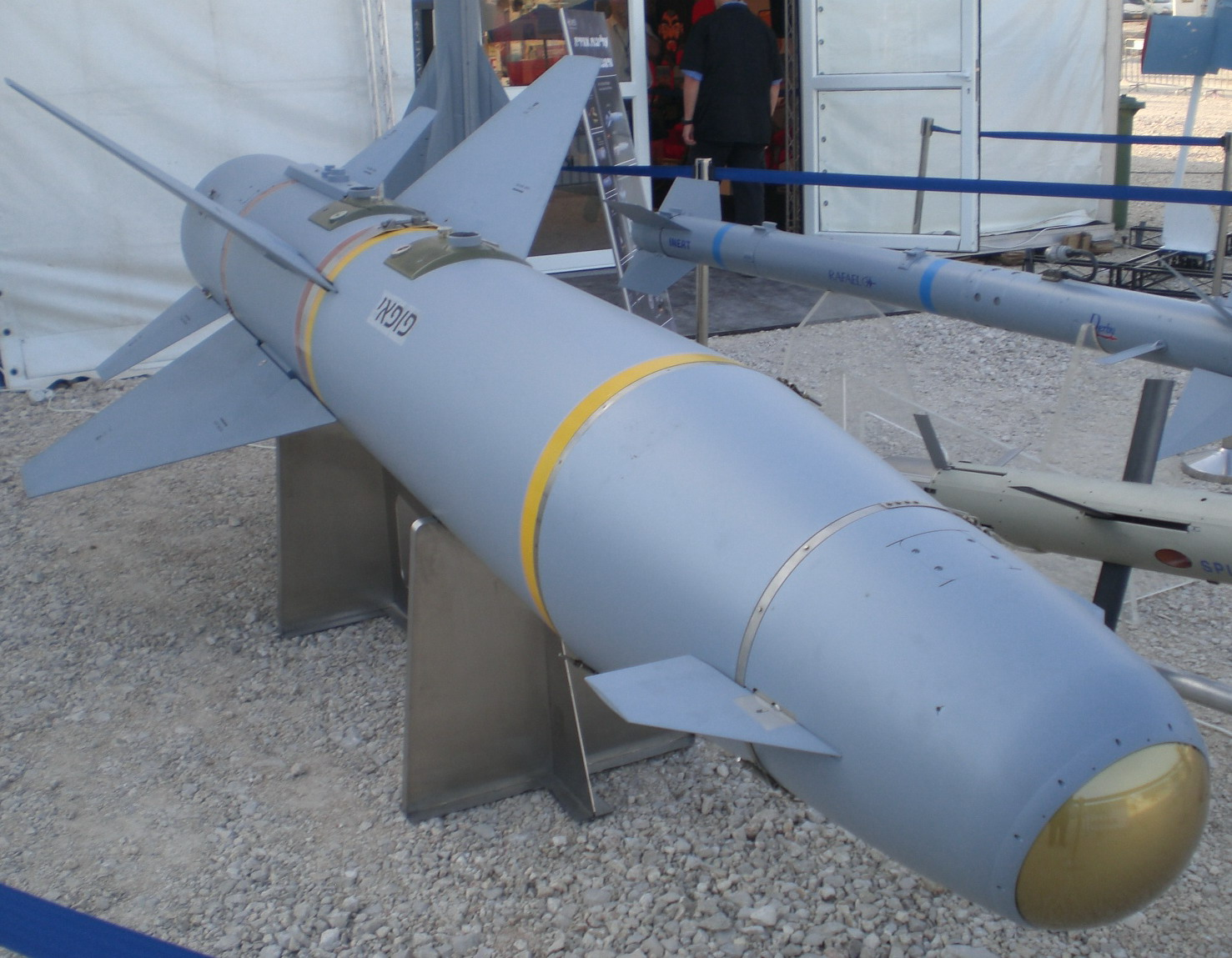
صاروخ بوباي الجوال من طراز AGM-142 يستخدمه الجيش الإسرائيلي.

المقذوف الجوال هو صاروخ موجّه ذو سرعة ثابتة نسبياً خلال مساره (خلاف الصاروخ البالستي)، يحمل رأس حربي أو حمولة متفجرة أخرى ويستخدم الأجنحة ونظام دفع (عادة محرك نفاث) للطيران على مرتفعات منخفضة، يقرأ التضاريس ويضرب الموقع الموجه إلية بدقة تامة. يزود بمحرك صاروخي داعم يستخدم الوقود الصلب في بداية الإقلاع، وينفصل عنه بعد الإقلاع ب 12 ثانية فقط حيث يدفعه الداعم إلى ارتفاع 3,600 متر وبعدها ينفصل عنه.

## ميزاته وخصائصه وعيوبه
1. صغير الحجم ويمكن إطلاقه من أي مكان حيث يعادل وزن سيارة صغيرة وطوله لا يتجاوز 5,5 متر يتيح له سهولة التنقل
2. يمكن إطلاقه من تحت سطح البحر بسهولة من غواصات عادية أو غواصات نووية، وقد صنع لهذا الغرض حيث يمكن إطلاقه من منافذ إطلاق التوربيدات لدى الغواصات.
3. مداه البعيد حيث يصل مداه إلى 2500 كم،
4. الدقة العالية في إصابة الهدف بهامش خطأ لايتجاوز متر ونصف حيث أنه يقوم أثناء سيره بقراءة تضاريس المنطقة؛ يمكن ان يدخل مع نافذة منزل صغيرة على بعد 2500 كم
5. القدرة العالية على المناورة
6. اصابه بلا شك للأهداف الأستراتيجية بدقة عالية واضرار قوية حيث يمكن لصاروخ احداث قوه تفجيرة تستطيع نسف مبنى كاملا، وقدرة عالية على اختراق الحصون حيث يضرب بعمق 6 امتار من التراب والأسمنت المسلح في باطن الأرض، فيصل إلى الانفاق المحصنة داخل الأرض ويدمر ما فيها من عتاد وأشخاص.
7. نظام ملاحه عالي الدقة يستعمل نظام الأقمار الصناعية جي بي إس وبه معالج حاسوبي دقيق داخل الصاروخ لإحكام وصوله إلى الهدف. لكن مع كل هذه الميزات ما زال يشكو من عيوب حيث ان سرعته البطيئة نسبيا تجعله عرضة لنيران والصواريخ المضادة إذ أن سرعته لاتتجاوز 880 كيلومتر في الساعة؛ طائرات هورنيت إف18 الحربية اسرع منه مرتين حيث تصل سرعتها 1600 كم في الساعة على غرار سرعة الصواريخ البالستية الخارقة.

وهناك بعض العيوب الآخرى تحت التطوير مثل نظام ملاحته حيث يمكن ان يضيع في المناطق الصحراوية بسبب البيئة الرملية وتغير تضاريسها باستمرار.

## استعماله

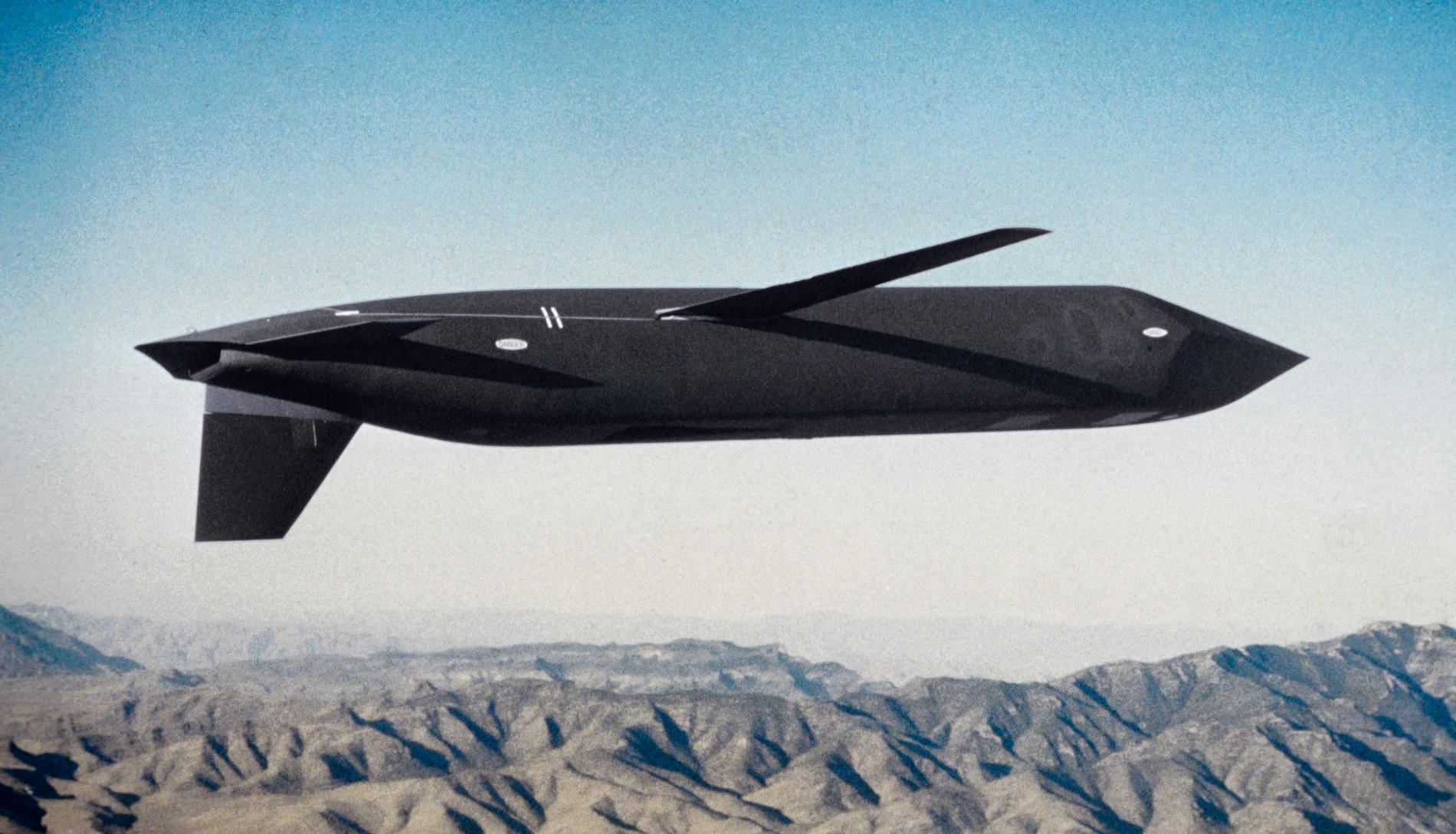
صاروخ جوال بعيد المدى AGM-129 ، أمريكي الصنع متطور.

مقذوفات كروز مصممة لحمل رأس حربي تقليدي يزن 450 كيلو غرام متفجر أو نووي لمئات الكيلومترات بدقة عالية.
يُسْتَعَان للتوجيه بنظام التموضع العالمي بواسطة الأقمار الصناعية، أو بالطريقة البالستية المعتمدة على جاذبية الأرض مع الاسنعانة بقراءة الصاروخ لتضاريس الموقع المفترض ضربة.
يقوم بتحريك الصاروخ أحد الوسائل التالية: محرك نفاث أو محرك صاروخي كما هو الحال في حالة صاروخ جوال لضرب أهداف بحرية.
تلك الصواريخ يمكن إطلاقها من غواصات ومن سفن حربية ومن طائرات، كما يمكن إطلاق بعضها من الأرض؛ تطير على ارتفاعات بين 15 متر و100 متر بحيث يصعب على رادار الأعداء التنبؤ به أو تحديد موقعه. كذلك يصعب اكتشافه بواسطة حساسات الأشعة تحت الحمراء بسبب انخفاض الانبعاث الحراري الخارج منه.

## سرعاتها
مقذوفات كروز الحديثة تستطيع الطيران بسرعات أعلى من 3000 كم في الساعة
براهموس

## إمكاناتها
ذاتية الملاحة، وتقوم بالطيران بارتفاعات منخفضة وبمسار غير بالستي من أجل تجنب الرادار.

## تكلفتها
وتبلغ تكلفة المقذوف الواحد ما يقارب 600.000 دولار (ستمائة الف دولار)

## أحجامها
والحجم الإجمالي للمقذوف ما يقارب الـ 1500 كيلو غرام.

## تاريخ استخدامها
توماهوك سلاح أمريكي أستعمل في أول البدايات في حرب العراق.
حرب تموز.

## صواريخ جوالة عابرة للقارات
قامت كل من الولايات المتحدة الأمريكية وروسيا بتصنيع صواريخ كروز عابرة للقارات، منها:
- SM-62 Snark (10,200 km)  الولايات المتحدة
- SM-64 Navaho (6,500 km)  الولايات المتحدة
- SLAM (182,000 km)  الولايات المتحدة
- RSS-40 Buran (8,500)  روسيا
- Burya (8,500 km)  روسيا

## صواريخ جوالة بعيدة المدى ذات سرعات أقل من سرعة الصوت
قامت الولايات المتحدة وروسيا والمملكة المتحدة وإسرائيل والهند وباكستان، وإيران وغيرها (أنظر القائمة) بتصنيع صواريخ جوالة يصل مداها إلى نحو 1000 كيلومتر وتبلغ سرعاتها نحو 880 كيلومتر في الساعة. ويبلغ وزن تلك الصواريخ الجوالة نحو 1500 كيلوجرام ويمكنها حمل رأس متفجرات معتادة أو قنبلة نووية.أ
الأنواع الحديثة منها يستخدم نظام التموضع العالمي (جي بي إس) للتوجيه؛ أي توجيه بواسطة الأقمار الصناعية.
- 3M14 (up tp 2,500 km)  روسيا
- إيه جي إم-86 ( الولايات المتحدة
- AGM-129 ACM  الولايات المتحدة
- بي جي إم-109 توماهوك (up 1,700 km) / الولايات المتحدة /المملكة المتحدة
- الولايات المتحدةBGM-109G Ground Launched Cruise Missile ] (2,500 km)
- سي جيه-10  الصين
- Hyunmoo III  كوريا الجنوبية (Hyunmoo IIIA 500 km, Hyunmoo IIIB 1000 km, Hyunmoo IIIC 1500 km)

- Kh-55 (3,000 km)  روسيا
- Kh-101 (4500–5500 km)  روسيا
- Meshkat  إيران (Range 2000 km)[4]

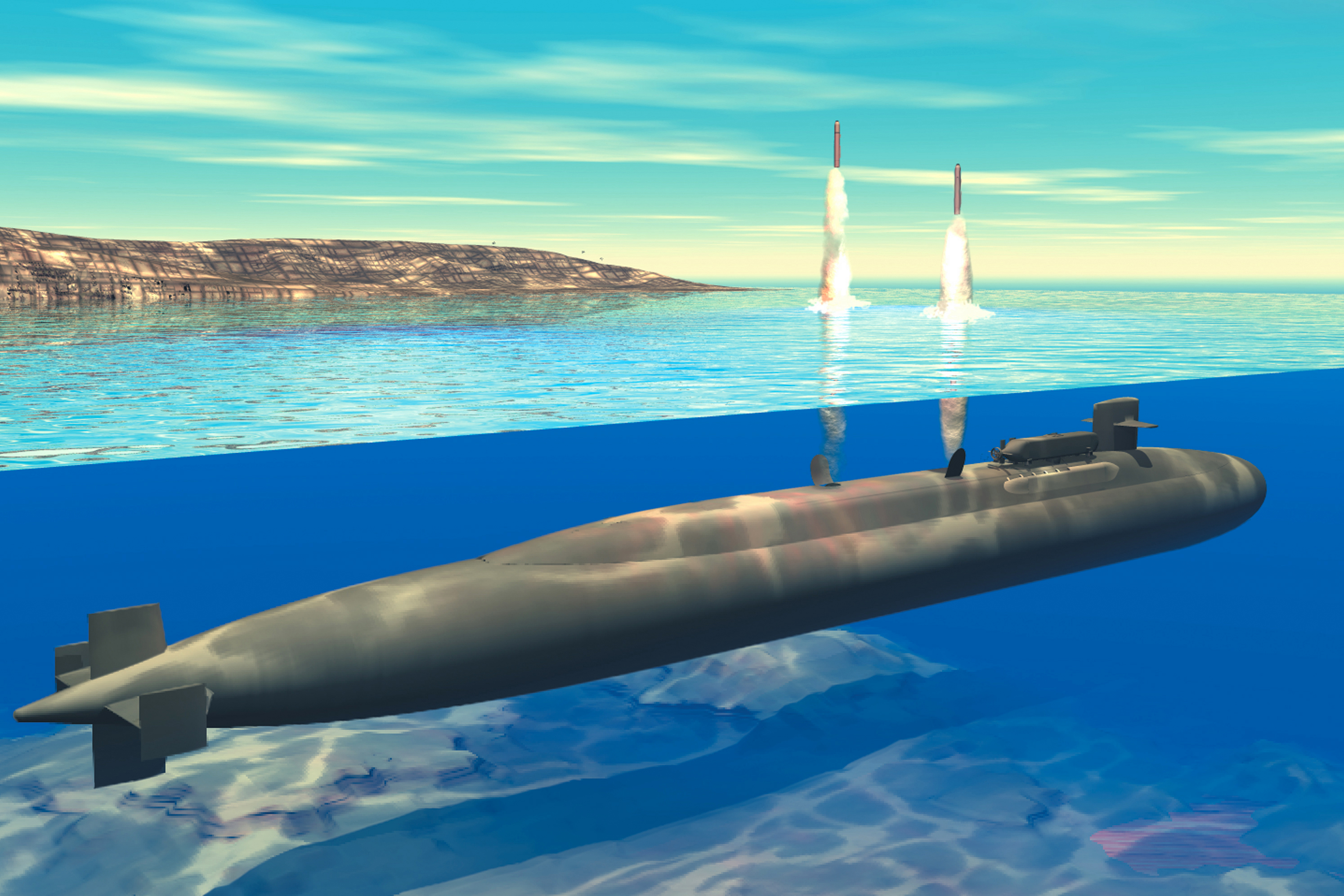
رسم لأحد الفنانين يوضح طريقة أطلاق صاروخين جوالين من نوع "توماهوك".

- سومار (صاروخ) إيران (مصادر إيران تقول أن مداه بين 2000-3000 كيلومتر)
- Hyunmoo III  كوريا الجنوبية (Hyunmoo IIIA 500 km, Hyunmoo IIIB 1000 km, Hyunmoo IIIC 1500 km)
- Kh-55 (3,000 km)  روسيا
- Kh-101 (4500–5500 km)  روسيا
- Meshkat  إيران (المدى 2000 كيلومتر)[4]
- سومار (صاروخ) إيران (Range allegedly 2000–3000 km)
- Nirbhay  الهند (1000–1500 km; under development)
- بوباي  إسرائيل
- RK-55 (3,000 km)  الاتحاد السوفييتي
- صاروخ سوم (SOM B Block I)  تركيا (المدى 350  كيلومتر ينتج مستمرا، إزاء التطوير مدى 500 km + ويطوّر منه نوعين بمدى 1500 و 2500 كيلومتر. nbsp;km versions [5][6][7]
- MGM-13 Mace  الولايات المتحدة